# Joseph Vassal
Joseph-Jean-Marguerite Vassal (5 août 1867 à Talence - 10 novembre 1957 à Paris) est un médecin colonel des troupes coloniales françaises spécialiste de la parasitologie.

## Biographie
Joseph Vassal effectue un doctorat à la faculté de médecine de Bordeaux en 1894 (il soutient sa thèse le 9 novembre 1894). Il part étudier les maladies exotiques à la réunion. En 1903, il épouse Gabrielle Candler. En 1904, il est nommé à l'Institut Pasteur de Nha Trang, en Indochine. Il visite ensuite la Chine (Yunnan et Hong Kong) et les Philippines.  
Il entre ensuite dans l'armée, dans laquelle il atteint le grade de colonel. Il est attaché en mars 1915 comme médecin à l'armée française d'Orient. Après un séjour avec son régiment à Alexandrie, il participe à la Bataille des Dardanelles puis à la retraite de Serbie jusqu'à Salonique. De cette année de guerre, il écrit Dardanelles, Serbie, Salonique, impressions et souvenirs de guerre (avril 1915-février 1916) qui est récompensé du Prix Montyon.  
De 1922 à 1924, il est directeur du service de médecine de l'Afrique-Équatoriale française.  

## Œuvres[5]

### Écrits
- Recherches statistiques sur les causes de la cécité d'après les registres de la clinique ophtalmologique de la faculté de médecine de Bordeaux (1894)
- À l'entrée des Dardanelles (1915)
- Lettres de Serbie (1916)
- Dardanelles, Serbie, Salonique, impressions et souvenirs de guerre (avril 1915-février 1916) (1916) récompensé par l'Académie française du Prix Montyon[6]
- Une mutilation des organes génitaux des femmes noires "Banda", le Ganza (1925)
- La tuberculose chez les peuples primitifs et en particulier dans les colonies françaises (1929)
- Ronald Ross (1857-1932) (1932)
- L'alimentation indigène dans les colonies françaises, protectorats et territoires sous mandat, publié par un groupe de professeurs, médecins, administrateurs coloniaux (1933) en collaboration avec Alexandre Lasnet, Charles Richet et Georges Hardy.
- Extrait du rapport sur l'épidémie de peste bubonique qui a sévi du 20 novembre 1900 au 26 mars 1901 au port de la Pointe des Galets (Réunion)
- La maladie du sommeil en Afrique équatoriale française

### Photographies
- Maison en briques (1910)
- Hong-Kong
- Une rue de Manille
- Gabrielle Vassal dans une calèche à Manille
- Groupe de Philippins lors d'une réception
- Deux hommes près d'un pont métallique
- Femme et enfant sur une jetée
- La mer